# 170 î.Hr.

## Evenimente
- Abdera este jefuită de trupele romano-pergameze.

## Nașteri
- Attalus al III-lea, rege al Pergamului (n. 133 î.Hr.)